# AIW Absolute Championship
L'AIW Absolute Championship è un titolo di wrestling della federazione Absolute Intense Wrestling, attiva principalmente in Ohio e della quale rappresenta il massimo alloro.
Il titolo è attivo dal 2006, anno in cui è stato introdotto nella federazione. 

## Albo d'oro
| Legenda  |                                                                               |
| -------- | ----------------------------------------------------------------------------- |
| #        | Indica il numero del regno titolato                                           |
| Regno    | Viene indicato il numero del regno del campione                               |
| Data     | La data in cui il titolo è stato vinto                                        |
| Località | Indica il luogo in cui il titolo è stato vinto                                |
| Note     | Indica notizie particolari riguardanti i cambi di titolo o altre informazioni |

| #  | Campione              | Regno | Data             | Giorni | Località                | Evento                               | Note | Fonti  |
| -- | --------------------- | ----- | ---------------- | ------ | ----------------------- | ------------------------------------ | --- | ------ |
| 1  | The Thrillbilly       | 1     | 31 luglio 2005   | 105    | Seven Hills, Ohio       | It's On Again                        | In uno spareggio per decretare il campione inaugurale, sconfiggendo Vincent Nothing. | [ 1 ]  |
| 2  | Lou Marconi           | 1     | 13 novembre 2005 | 105    | Cleveland, Ohio         | Hell on Earth                        | | [ 2 ]  |
| 3  | Vincent Nothing       | 1     | 26 febbraio 2006 | 91     | Cleveland, Ohio         | A Night of Mystery                   | | [ 3 ]  |
| 4  | Michael Hutter        | 1     | 28 maggio 2006   | 138    | Cleveland, Ohio         | Absolution                           | Hutter vinse il titolo lottando mascherato e con il ringname di The Deviant. | [ 4 ]  |
| —  | Vacante               | —     | 13 ottobre 2006  | —      | —                       | —                                    | Il titolo fu dichiarato vacante quando un incontro titolato tra Hutter e Nothing terminò in pareggio.                                                                                       |        |
| 5  | Raymond Rowe          | 1     | 17 dicembre 2006 | 154    | Cleveland, Ohio         | Gauntlet for the Gold                | In una battle royal a 30 uomini per riassegnare il titolo vacante. | [ 5 ]  |
| 6  | Steve Corino          | 1     | 20 maggio 2007   | --     | Cleveland, Ohio         | Absolution                           | | [ 6 ]  |
| —  | Vacante               | —     | dicembre 2007    | —      | —                       | —                                    | Il titolo fu reso vacante con il ritiro di Corino. |        |
| 7  | Sterling James Keenan | 1     | 24 febbraio 2008 | 368    | Brook Park, Ohio        | Gauntlet for the Gold                | In una battle royal a 30 uomini per riassegnare il titolo vacante. | [ 7 ]  |
| 8  | Drake Younger         | 1     | 26 febbraio 2009 | 106    | Lakewood, Ohio          | March for the Gold                   | | [ 8 ]  |
| 9  | Jimmy DeMarco         | 1     | 16 giugno 2009   | --     | Cleveland, Ohio         | Absolution                           | | [ 9 ]  |
| —  | Vacante               | —     | 2009             | —      | —                       | —                                    | Il titolo fu reso vacante quando DeMarco lasciò la federazione. |        |
| 10 | Johnny Gargano        | 1     | 27 giugno 2010   | 364    | Cleveland, Ohio         | Absolution                           | In un 4-way match per riassegnare il titolo vacante nel quale erano coinvolti anche Facade, Sterling James Keenan e Tommy Mercer.                                                           | [ 10 ] |
| 11 | Shiima Xion           | 1     | 26 giugno 2011   | 320    | Lakewood, Ohio          | Absolution                           | | [ 11 ] |
| —  | Vacante               | —     | 11 maggio 2012   | —      | —                       | —                                    | Il titolo fu reso vacante per motivi non noti. |        |
| 12 | Eric Ryan             | 1     | 12 maggio 2012   | 50     | Cleveland, Ohio         | JT Lightning Invitational Tournament | In un torneo per riassegnare il titolo vacante, sconfiggendo in finale ACH e B.J. Whitmer.                                                                                                  | [ 12 ] |
| 13 | Tim Donst             | 1     | 1 luglio 2012    | 173    | Cleveland, Ohio         | Absolution                           | In un 4-way match in cui erano coinvolti anche Johnny Gargano e Shiima Xion. | [ 13 ] |
| 14 | Eric Ryan             | 2     | 21 dicembre 2012 | 191    | Cleveland, Ohio         | The End of the World                 | | [ 14 ] |
| 15 | Colin Delaney         | 1     | 30 giugno 2013   | 0      | Cleveland, Ohio         | Absolution                           | | [ 15 ] |
| 16 | Ethan Page            | 1     | 30 giugno 2013   | 124    | Cleveland, Ohio         | Absolution                           | | [ 15 ] |
| 17 | UltraMantis Black     | 1     | 1 novembre 2013  | 56     | Cleveland, Ohio         | Double Dare                          | | [ 16 ] |
| 18 | Ethan Page            | 2     | 27 dicembre 2013 | 0      | Cleveland, Ohio         | Dead Presidents                      | In un 3-way match in cui era coinvolto anche Johnny Gargano. | [ 17 ] |
| 19 | Michael Elgin         | 1     | 27 dicembre 2013 | 254    | Cleveland, Ohio         | Dead Presidents                      | | [ 17 ] |
| —  | Vacante               | —     | 7 settembre 2014 | —      | —                       | —                                    | Il titolo fu reso vacante quando Elgin non poté difenderlo a causa della scadenza del suo visto.                                                                                            |        |
| 20 | Tim Donst             | 2     | 7 settembre 2014 | 166    | Cleveland, Ohio         | WrestleRager                         | In uno spareggio per riassegnare il titolo vacante, sconfiggendo Josh Alexander. | [ 18 ] |
| —  | Vacante               | —     | 20 maggio 2015   | —      | —                       | —                                    | Il titolo fu reso vacante quando Donst abbandonò il wrestling a causa di un tumore a un rene.                                                                                               |        |
| 21 | Josh Alexander        | 1     | 20 febbraio 2015 | 140    | Cleveland, Ohio         | I Choo-Choo-Choose You!              | In un 4-way match per riassegnare il titolo vacante nel quale erano coinvolti anche Eddie Kingston, Ethan Page e Rickey Shane Page.                                                         | [ 19 ] |
| 22 | Rickey Shane Page     | 1     | 10 luglio 2015   | 140    | Cleveland, Ohio         | Absolution                           | | [ 20 ] |
| 23 | Ethan Page            | 3     | 27 novembre 2015 | 238    | Cleveland, Ohio         | Hell on Earth                        | | [ 21 ] |
| 24 | Josh Prohibition      | 1     | 22 luglio 2016   | 245    | Cleveland, Ohio         | Absolution                           | In un 3-way match in cui era coinvolto anche Josh Alexander. | [ 22 ] |
| 25 | Tim Donst             | 3     | 24 marzo 2017    | 245    | Cleveland, Ohio         | Gauntlet for the Gold                | In un 3-way match in cui era coinvolto anche Tracy Williams. | [ 23 ] |
| 26 | Nick Gage             | 1     | 24 novembre 2017 | 245    | Cleveland, Ohio         | Hell on Earth                        | | [ 24 ] |
| 27 | Tracy Williams        | 1     | 27 luglio 2018   | 211    | Cleveland, Ohio         | Absolution                           | | [ 25 ] |
| 28 | PB Smooth             | 1     | 23 febbraio 2019 | 40     | Portage Lakes, Ohio     | Hail to the King, Baby               | | [ 26 ] |
| 29 | Tom Lawlor            | 1     | 4 aprile 2019    | 239    | Jersey City, New Jersey | Slumber Party Massacre               | In un 4-way match in cui erano coinvolti anche Matthew Justice e Tim Donst. | [ 27 ] |
| 30 | Joshua Bishop         | 1     | 29 novembre 2019 | 0      | Brook Park, Ohio        | Hell on Earth                        | | [ 28 ] |
| 31 | Matthew Justice       | 1     | 29 novembre 2019 | 315    | Brook Park, Ohio        | Hell on Earth                        | Durante questo regno Justice conquistò anche l'AIW Intense Championship, iniziando a difendere i due titoli simultaneamente.                                                                | [ 28 ] |
| 32 | Joshua Bishop         | 2     | 9 ottobre 2020   | 358    | Indianapolis, Indiana   | Thunder                              | Vincendo anche l'AIW Intense Championship. | [ 29 ] |
| 33 | Matt Cardona          | 1     | 2 ottobre 2021   | 282    | Akron, Ohio             | One Step Ahead                       | Vincendo anche l'AIW Intense Championship. | [ 30 ] |
| —  | Vacante               | —     | 11 luglio 2022   | —      | —                       | —                                    | Il titolo fu reso vacante per motivi non noti. |        |
| 34 | Joshua Bishop         | 3     | 23 luglio 2022   | 244    | Akron, Ohio             | Absolution                           | In uno spareggio per riassegnare il titolo vacante insieme con l'AIW Intense Championship, sconfiggendo Derek Dillinger. Durante questo regno Bishop rinunciò all'AIW Intense Championship. | [ 31 ] |
| 35 | Matt Cardona          | 2     | 24 marzo 2023    | 113    | Cleveland, Ohio         | 2-1-Syxx                             | In un 4-way match in cui erano coinvolti anche Isaiah Broner e Matthew Justice. | [ 32 ] |
| 36 | Isaiah Broner         | 1     | 15 luglio 2023   | 314    | Akron, Ohio             | Absolution                           | | [ 33 ] |
| 37 | Chuck Stone           | 1     | 24 maggio 2024   | 293+   | Cleveland, Ohio         | Gauntlet for the Gold                | | [ 34 ] |